# Weird Little Boy
Pour l’article homonyme, voir Little boy.
Albums de John Zorn
Filmworks VIII: 1997
(1998) The Circle Maker
(1998)
Weird Little Boy est l'unique album du groupe du même nom. Le groupe est composé de John Zorn (saxophone alto, claviers, samplers), Trey Spruance (guitare, batterie, claviers), William Winant (percussions), Mike Patton (batterie, chant) et Chris Cochrane (guitare). Sorti en 1998 sur le label japonais Avant Records (en), l'album consiste en une succession de paysages sonores ce qui le rapproche de la musique expérimentale et bruitiste.

## Réception
Sur AllMusic, Bradley Torreano qualifie cet album de « bruitiste » : il insiste sur l'effet déconcertant que peut produire cet album. Si Torreano reconnaît que cette musique peut être « captivante », il tient à prévenir les potentiels auditeurs qu'il vaut mieux être initié pour apprécier ce qui se rapproche plus d'une « véritable expérience que d'autre chose ». Le critique souligne néanmoins le soin apporté à la présentation du disque : celui-ci est accompagné d'un livret comprenant des poèmes, des textes et de « l'art».

## Titres
Toutes les chansons sont écrites et composées par Weird Little Boy.
| Weird Little Boy | Weird Little Boy                                                     | Weird Little Boy | Weird Little Boy | Weird Little Boy | Weird Little Boy | Weird Little Boy | Weird Little Boy | Weird Little Boy | Weird Little Boy |
| No               | Titre                                                                | Durée            |                  |                  |                  |                  |                  |                  |                  |
| ---------------- | -------------------------------------------------------------------- | ---------------- | ---------------- | ---------------- | ---------------- | ---------------- | ---------------- | ---------------- | ---------------- |
| 1.               | Two Weeks on a Morphine Drip / New Dirt and New Flies / Lorne Greene | 10:17            |                  |                  |                  |                  |                  |                  |                  |
| 2.               | If the Gun Has a Mind / Redeye / Worms and Shit                      | 8:05             |                  |                  |                  |                  |                  |                  |                  |
| 3.               | Totally Poobied                                                      | 2:14             |                  |                  |                  |                  |                  |                  |                  |
| 4.               | Weird Little Boy                                                     | 1:39             |                  |                  |                  |                  |                  |                  |                  |
| 5.               | Lungfull of Water                                                    | 7:51             |                  |                  |                  |                  |                  |                  |                  |
| 6.               | Seance                                                               | 3:04             |                  |                  |                  |                  |                  |                  |                  |
| 7.               | When Blood Fills a Cylinder                                          | 2:59             |                  |                  |                  |                  |                  |                  |                  |
| 8.               | Waiting                                                              | 1:46             |                  |                  |                  |                  |                  |                  |                  |
| 9.               | Blindness                                                            | 4:04             |                  |                  |                  |                  |                  |                  |                  |
| 41:49            |                                                                      |                  |                  |                  |                  |                  |                  |                  |                  |